# 若竹町
若竹町為臺灣日治時期臺北市之行政區，共分一～三丁目，位於艋舺中部，老松町之北。今屬臺北市萬華區仁德里，貴陽街二段、中華路、西寧南路、昆明街之一部份均在町內。該町於日治時期多為日人所居。戰後1946年後劃入龍山區，1949年劃分為仁德里與仁愛里，經行政區域調整又將兩里合併為仁德里。

## 町內設施
- 法華寺（二丁目）